# Heinz Schwarzbach

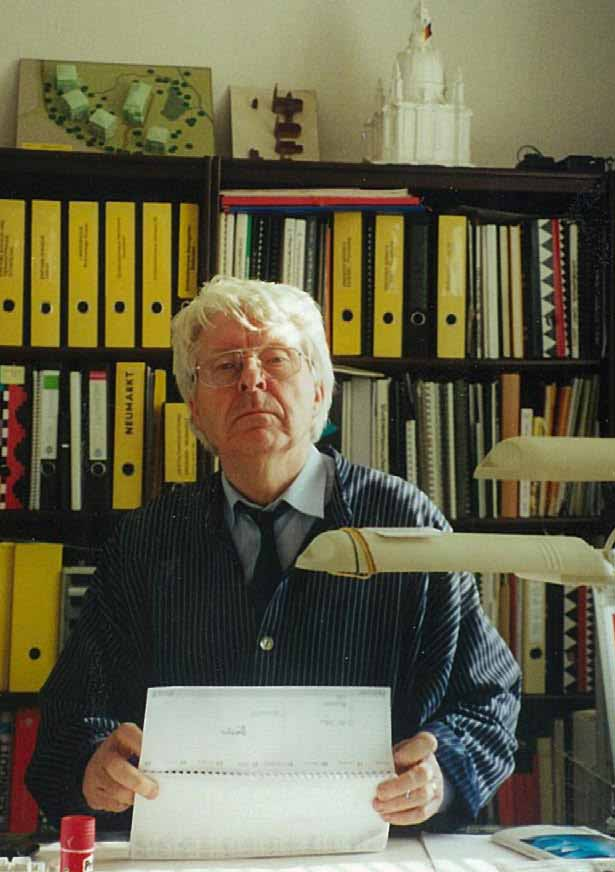
Heinz Schwarzbach, 2000

Heinz Werner Schwarzbach (* 15. August 1936 in Stuttgart) ist ein deutscher Architekt, Stadtplaner und Hochschullehrer.

## Herkunft
Schwarzbach wurde am 15. August 1936 als Zweitältester von fünf Geschwistern in Stuttgart geboren. Sein Vater, Karl Maier, starb schon im Januar 1937. Mit der Wiederverheiratung 1939 der Mutter, Dorothea geb. Wagner, mit Oswald Schwarzbach erfolgte der Umzug von Rübgarten bei Tübingen nach Görlitz. Zunächst auf das nahe Dorf Kuna und 1943 dann direkt nach Görlitz. Der Stiefvater blieb im Krieg vermisst und die Familie wurde im Februar 1945 bis nach Iglau in Mähren und nach Windisch-Eschenbach in Franken evakuiert, wo er die bayrische Zweiklassenschule besuchte. Die Mutter musste nach Rückkehr im Dezember 1945 die Familie mit ihrer Arbeit als Gaststättenangestellte versorgen.

## Ehe und Nachkommen
Schwarzbach heiratete 1962 die Pharmazieingenieurin und Medizinpädagogin Gudrun, geb. Geyer. 1963 kam die Tochter Ulrike zur Welt. Sie absolvierte nach dem Abitur in Weimar die Kunsthochschule Halle (Saale) Burg Giebichenstein mit dem Diplom im Fachbereich Design. Sie führt heute das Atelier Papenfuss in Weimar. Schwarzbachs Ehefrau verstarb im Januar 2015.

## Leben und Wirken
Schwarzbach besuchte von 1942 bis 1950 kriegsbedingt verschiedene Volksschulen in Görlitz und absolvierte dort 1950 bis 1953 eine Berufsausbildung zum Tischler. 1953 bis 1956 besuchte er die Arbeiter-und-Bauern-Fakultät an der Technischen Universität Dresden (TUD), Außenstelle Görlitz, mit dem Erwerb der Hochschulreife (Abitur). 1957 bis 1962 studierte er Architektur an der Hochschule für Architektur und Bauwesen Weimar (HAB) mit dem Abschluss als Dipl.-Ing. Architekt. Hier schon projektierte er gemeinsam mit Dietrich Schreiner und Gerhardt Berndt im 5. Studienjahr den Kasseturm als Studentenklub.

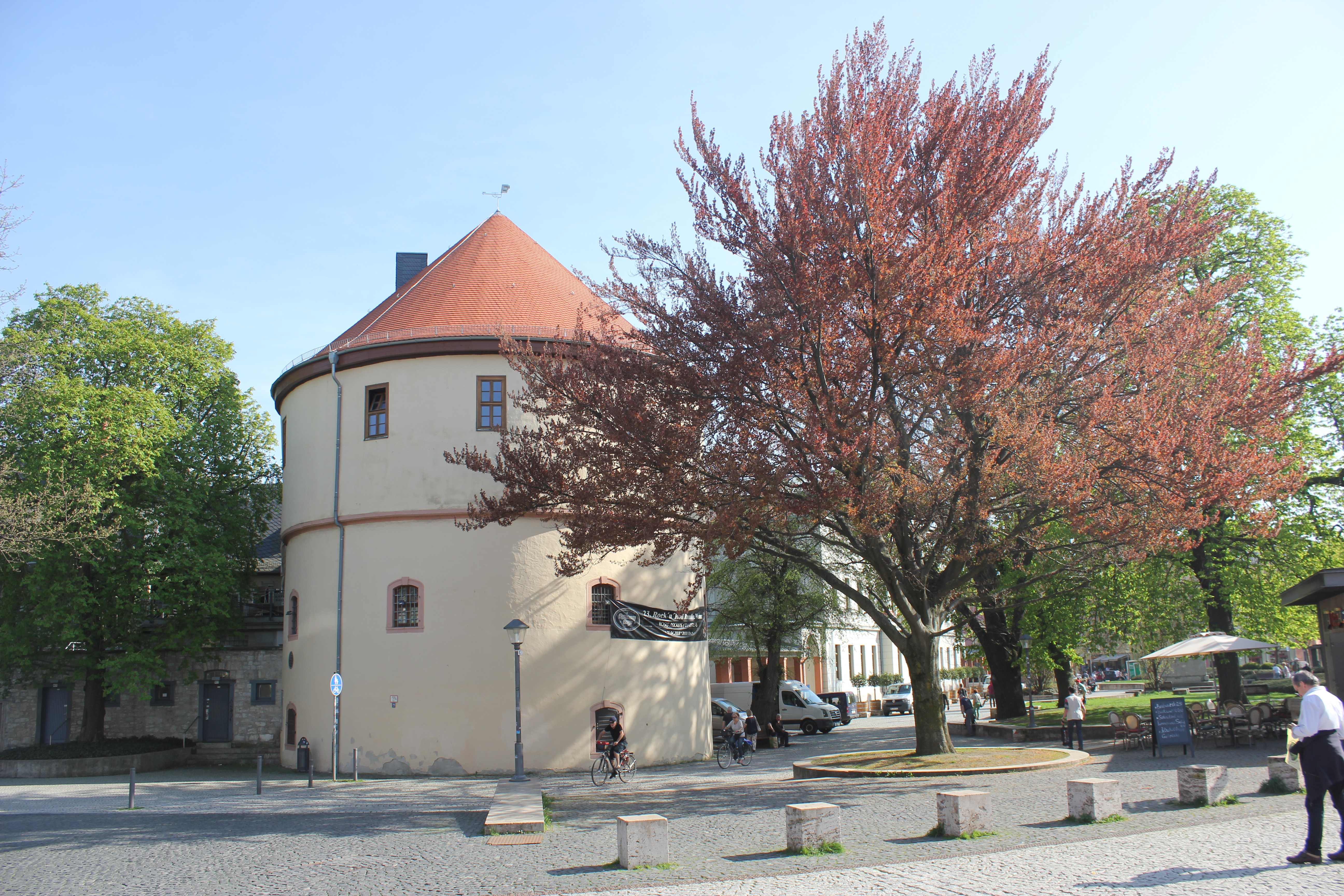
Weimar Kasseturm 1962

Mit dem Diplom war er zunächst 1962 bis 1963 wissenschaftlicher Assistent bei Hermann Räder am Institut für Gebietsplanung und Städtebau der HAB Weimar. 1963 wurde er unter Walter Nitsch Leiter der Stadtplanungsgruppe Erfurt und stellvertretender Stadtarchitekt der Stadt Erfurt. 1965 erfolgte die Berufung zum Chefarchitekt und stellvertretenden Direktor beim Büro für Städtebau im Bezirk Erfurt. 1966 bis 1967 forschte er an der ČVUT Prag für seine Dissertation und wurde 1968 zum Thema Entwicklung und Perspektiven der kleinen Städte promoviert. 1969 wurde er stellvertretender Direktor und 1971 Dozent für Generalbebauungsplanung des neu gegründeten Weiterbildungsinstituts für Städtebau und Architektur der HAB Weimar. Hier betreute er vor allem die Stadtarchitekten in örtlich wechselnden Städten und Themen. 1977 habilitierte er sich zum Thema Planspielsimulation in der Generalbebauungsplanung.

### Zeit in Abuja
1978 berief ihn der UNO-Generalsekretär in das Habitat-Komitee. 1978–1979 beauftragte ihn die nigerianische Regierung als Direktor für Planung und Architektur mit der Planung für die neu zu errichtende Bundeshauptstadt Abuja.

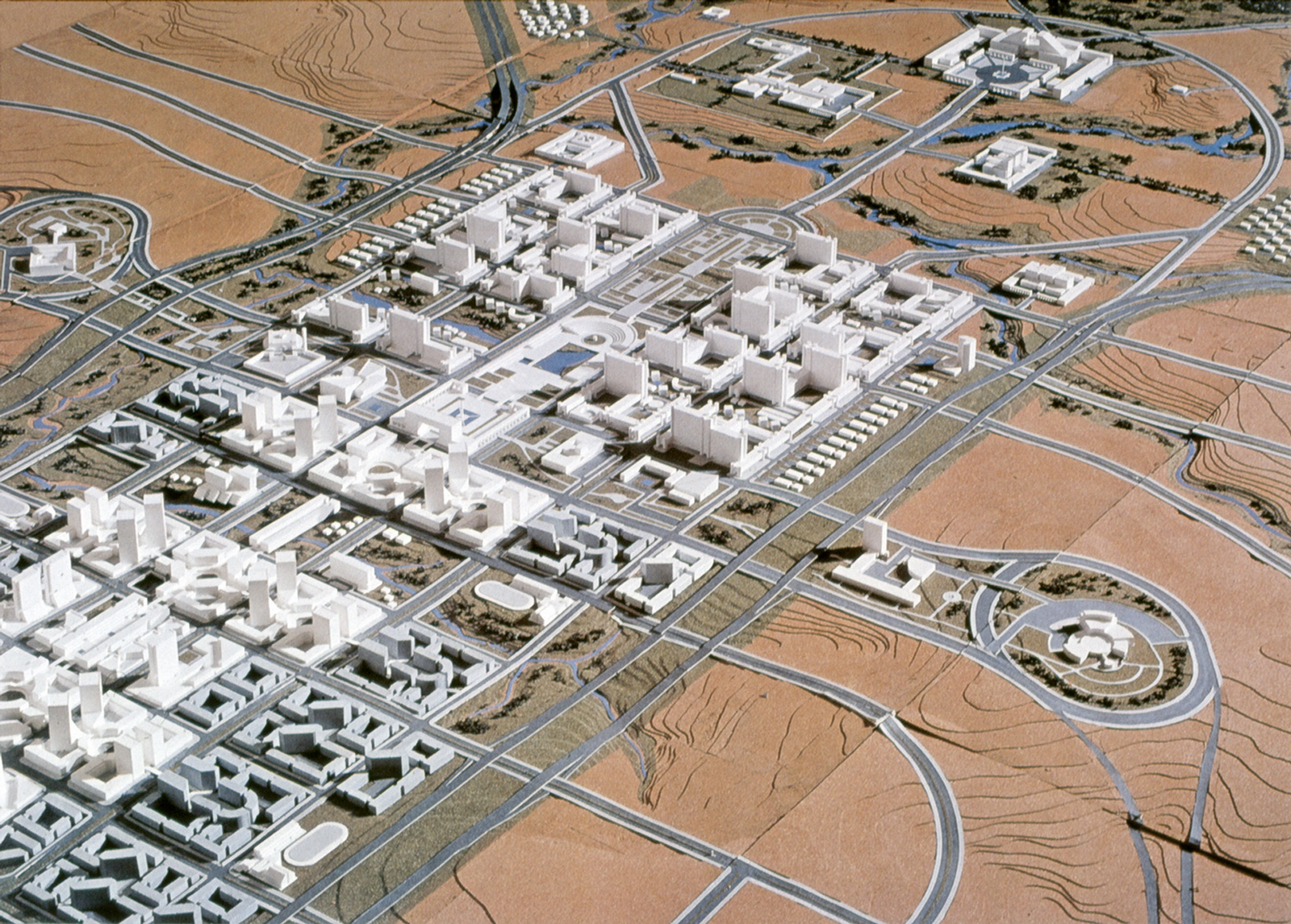
Modell Zentrum Abuja Kenzo Tange (1979)
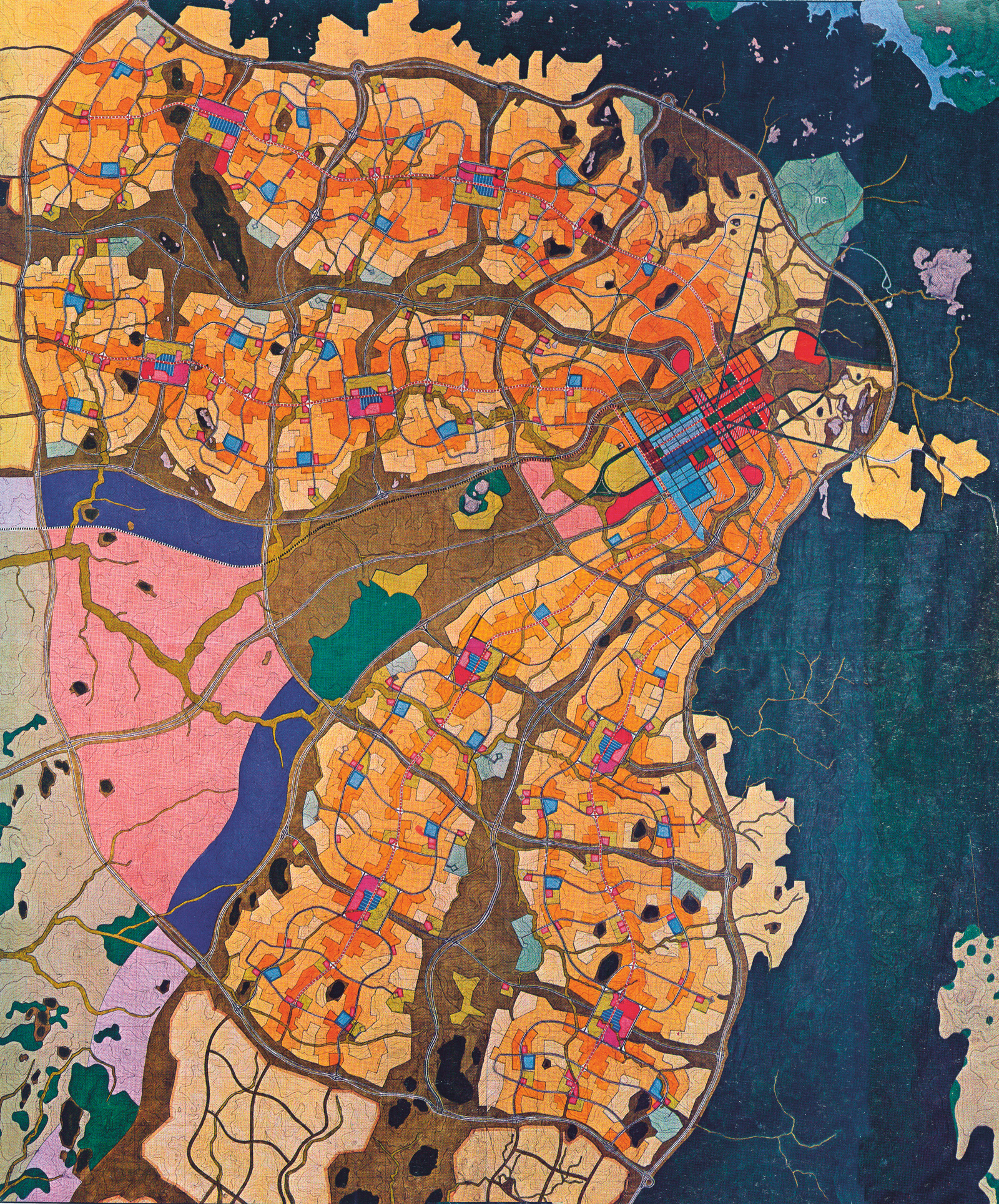
Masterplan Abuja IPA (1979)
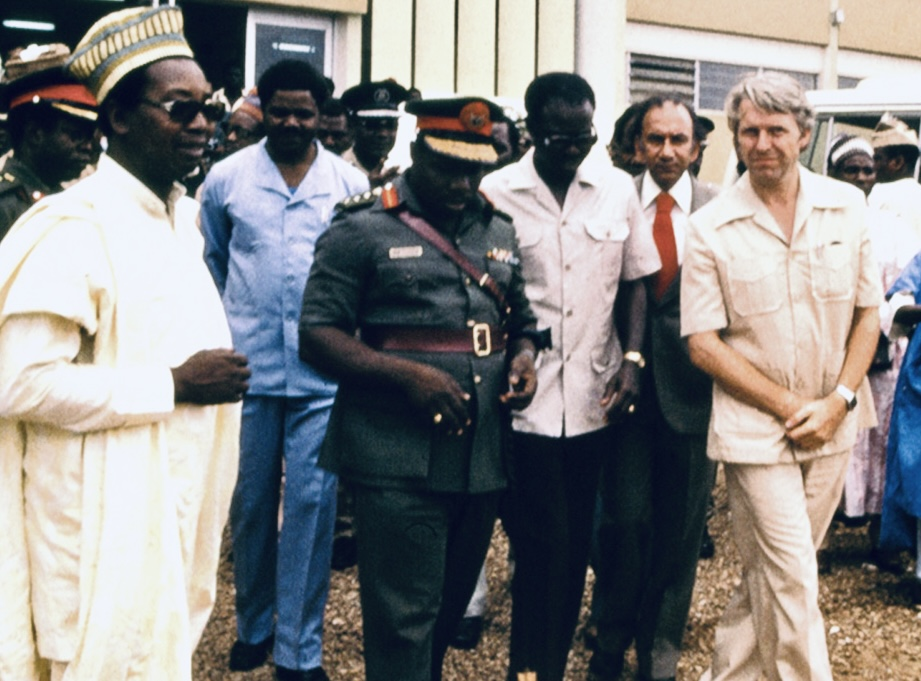
Präsentation Masterplan vor Staatspräsident Obasanio in Abuja (1979)

Nach Abschluss und Bestätigung der Masterplanung für die Region, das Hauptstadtgebiet, das Zentrum und das erste Wohngebiet für 4.400 Wohnungen übernahmen sein nigerianischer Stellvertreter diese Funktion und Schwarzbach wurde als internationaler Berater akkreditiert.

### Zeit nach Abuja
Nach Rückkehr an die HAB wurde er bald auf den Lehrstuhl Städtebau im Wissenschaftsbereich Städtebau und Landschaftsarchitektur der Sektion Architektur der TU Dresden berufen.
Hier arbeitete er zusammen mit seinen Mitarbeitern und Studenten an Sanierungsplanungen zur Rettung besonders historischer Altstädte in Sachsen und Südbrandenburg. Hervorzuheben sind die Beiträge für den Wiederaufbau des Dresdner Neumarktes mit Frauenkirche in den 1980er und 1990er Jahren. Dafür stehen die Ersten Preise in den drei Neumarkt-Wettbewerben, die Vorplanung des ersten Quartiers 1983 und der Neubau in der Münzgasse für das Hotel. 
Aber auch die Organisation und Teilnahme am 4. Internationalen Entwurfsseminar 1981 sowie des West-Östlichen Workshops „Gesamtkunstwerk Dresden“ 1990 und der Teilnahme am Atelier Neumarkt 2000 sind wichtige Beiträge seines Büros für Städtebau. Immer ging es ihm um die vielfältigen historischen städtebaulichen Räume, besonders des Wiederaufbaus der Frauenkirche, des Gewandhauses und der Wache, im Sinne einer „Kritischen Rekonstruktion“. Wichtig aber war die starke Beteiligung seines Büros an der Erarbeitung der „Neumarkt-Gestaltsatzung“ 1994–95 durch die AKS-Planungsgruppe mit Horst Fischer, Wolfgang Hänsch, Konrad Lässig, Walter Köckritz, Jürgen Mehlhorn, Dieter Schölzel und Manfred Wagner, im Auftrage von Gunter Just und Jörn Walter der Stadt Dresden. Dies war später Grundlage der Bearbeitung der Bebauungspläne durch Matthias Lerm.

Weimar Marktplatz Quartiersplanung 1981

Gastprofessuren führten ihn an die Universitäten nach Neapel, Damaskus, Latakia, Helsinki, Tampere, Vilnius, Kopenhagen und Moskau. Seine Liste von wissenschaftlichen Beiträgen ist umfangreich.
Seit 1984 nahm er regelmäßig an den Treffen der „Ständigen Konferenz der Städtebauprofessoren im deutschsprachigen Raum“ teil und moderierte hier mit Friedrich Spengelin (Technische Universität Hannover) 1989/1990 die Ausarbeitung von Empfehlungen zur Gesundung ostdeutscher Städte für die Ministerpräsidenten der neuen Bundesländer und die Einheitskommission. Die finanzielle Förderung der Sanierung durch die Partnerstädte war 1989/90 u. a. eines der Ergebnisse.
Von 1990 bis 2001 betrieb Schwarzbach mit Barbara Braun und Michael Barth ein privates Architektur- und Stadtplanungsbüro in Dresden-Altkaitz. Dabei lagen seine Arbeitsschwerpunkte in der Rehabilitation von historischen Altstädten (Mühlberg/Elbe, Wittichenau u. v. a.) und von Großwohnsiedlungen, (Exwost-Forschung: Dresden-Gorbitz, aber auch für Weißwasser, Flöha u. a.) in der Bebauungs- und Sanierungsplanung, in der Erholungs- und Dorfplanung sowie in den Regionalplanungen (u. a. Entwicklungskonzept für den Nationalpark Sächsische Schweiz).
Mit seinen internationalen Erfahrungen und Kooperationen versuchte Schwarzbach auf vielfache Weise, den Anschluss der Studenten und Mitarbeiter an positive internationale Entwicklungen auf dem Gebiet des Städtebaus, der Stadtsoziologie und der Architektur für die Praxis zu sichern. Dafür zeugen Architektenpersönlichkeiten, wie: Werner Bauer, Michael Dähne, Matthias Lerm, Barbara Braun, Sabine und Harald Kühne, Michael Barth, Holger Just, Peter Hainy, Bodo Freyer und die ausländischen Universitätsprofessoren Fatina Kourdi, Zihad Mohanna, Zuhair Jabour und Andio Beley aus der Vertiefung Städtebau. Seine besonderen Verdienste mit Harald Linke liegen in der mehrjährigen gemeinsamen Ausbildung von Architekten und Landschaftsarchitekten auf dem Gebiet des Städtebaus.

## Ehrungen
Für seine Leistungen erhielt er u. a. die Karl-Friedrich-Schinkel-Medaille des BdA der DDR sowie 1988 die Medaille für hervorragende Leistungen im Bauwesen der Deutschen Demokratischen Republik (Bronze).
Von 1990 bis 2012 war er als ehrenamtlicher Ortskurator der Deutschen Stiftung Denkmalschutz in Dresden und Weimar an der Rettung gefährdeter Denkmale beteiligt.

## Werkmonografie
- Ideen & Projekte. Selbstverlag (Weimar) 2016 (auch online beim IRS Erkner zugänglich)[4]

## Publikationen
- Schwarzbach, Heinz: Die Entwicklung und Perspektive der kleinen Städte bei der sozialistischen Umgestaltung des Siedlungsnetzes. Diss. vom 29.05.1968 Weimar, Hochschule für Architektur und Bauwesen (HAB), Fakultät für Architektur.
- Schwarzbach, Heinz: Städtebauliche Planspielsimulation und ihre Anwendung in Weiterbildung und Praxis, dargestellt am Beispiel der langfristigen Planung des komplexen Wohnungsbaues einer Stadt. Diss. B vom 07.12.1977 Weimar (HAB), Fakultät Architektur-Bauingenieurwesen.
- Schwarzbach, Heinz: Das Städtebauseminar an der TU Dresden. In: Wiss. Z. der TU Dresden Jg. 33 (1984) H. 3, S. 185–188.
- Schwarzbach, Heinz: Stadterneuerung und Stadtgestaltung in der DDR. In: Jahrbuch der Bayerischen Akademie der Schönen Künste 1987, S. 51–54.
- Kühne, Sabine; Schwarzbach, Heinz: Sozialer und städtebaulicher Ansatz zur Rehabilitation von Wohngebieten der 60er Jahre. In: Wiss. Z./A Weimar (HAB), Jg. 33 (1987) H. 4/6. (In: 4. Bauhaus-Kolloquium Weimar vom 24.–26. Juni 1986)
- Schwarzbach, Heinz: Wohngebiete der 60er bis 80er Jahre und ihre Weiterentwicklung für die gewachsenen Ansprüche ihrer Bewohner. In: Wiss. Z./A Weimar (HAB), Jg. 36 (1990) H. 1/3. (In: 5. Bauhaus-Kolloquium Weimar vom 27.–30. Juni 1989)
- Schwarzbach, Heinz: Gesamtkunstwerk Dresden. In: Ost-Westlicher Workshop der Pontostiftung, Hamburg 1990, S. 22–27 und 98–99.
- Schwarzbach, Heinz: TU-Plan Dresden 2006 - Stadtgestaltungskonzept 26er Ring. In: Wiss. Z. der TU Dresden Jg. 40 (1991) H. 3/4, 179–187.

## Projekte (Auswahl)
- 1965/70 Erfurt: Städtebaulicher Entwurf Wohnkomplex Johannesplatz, mit Walter Nitsch, Ewald Henn u. a.
- 1969/74 Eisenach: Städtebaulicher Entwurf Wohnkomplex Stedtfelder Straße mit Wolfgang Hüter
- 1972/74 Apolda: Städtebaulicher Entwurf Wohngebiet Buttstädter Straße, mit Rainer Götze, Klaus Sieber
- 1978/79 Abuja, Nigeria: Masterplan, Zentrums- und Wohngebietsplanung
- 1981 Meißen: Wettbewerb Görnsche Gasse, mit Lehrstuhlkollektiv TU Dresden
- 1983 Dresden: Wettbewerb Neumarkt  Quartier 2, 1. Preis, mit Lehrstuhlkollektiv TU Dresden Horst Burggraf, Gundula Dietrich-Koch, Eberhard Pfau u. a.
- 1989 Dresden: Wettbewerb Neumarkt, 1. Preis, mit Lehrstuhlkollektiv TU Dresden Horst Burggraf, Hans Behnisch, Rocco Burggraf, Roland Müßig
- 1991 Chemnitz: Städtebaulicher Ideenwettbewerb Innenstadt, 3. Preis, mit Horst Burggraf, Michael Barth u. a.
- 1994/95 Dresden: Gestaltungssatzung Neumarkt, Mitarbeit und Leitung in der Planungsgruppe der Architektenkammer Sachsen

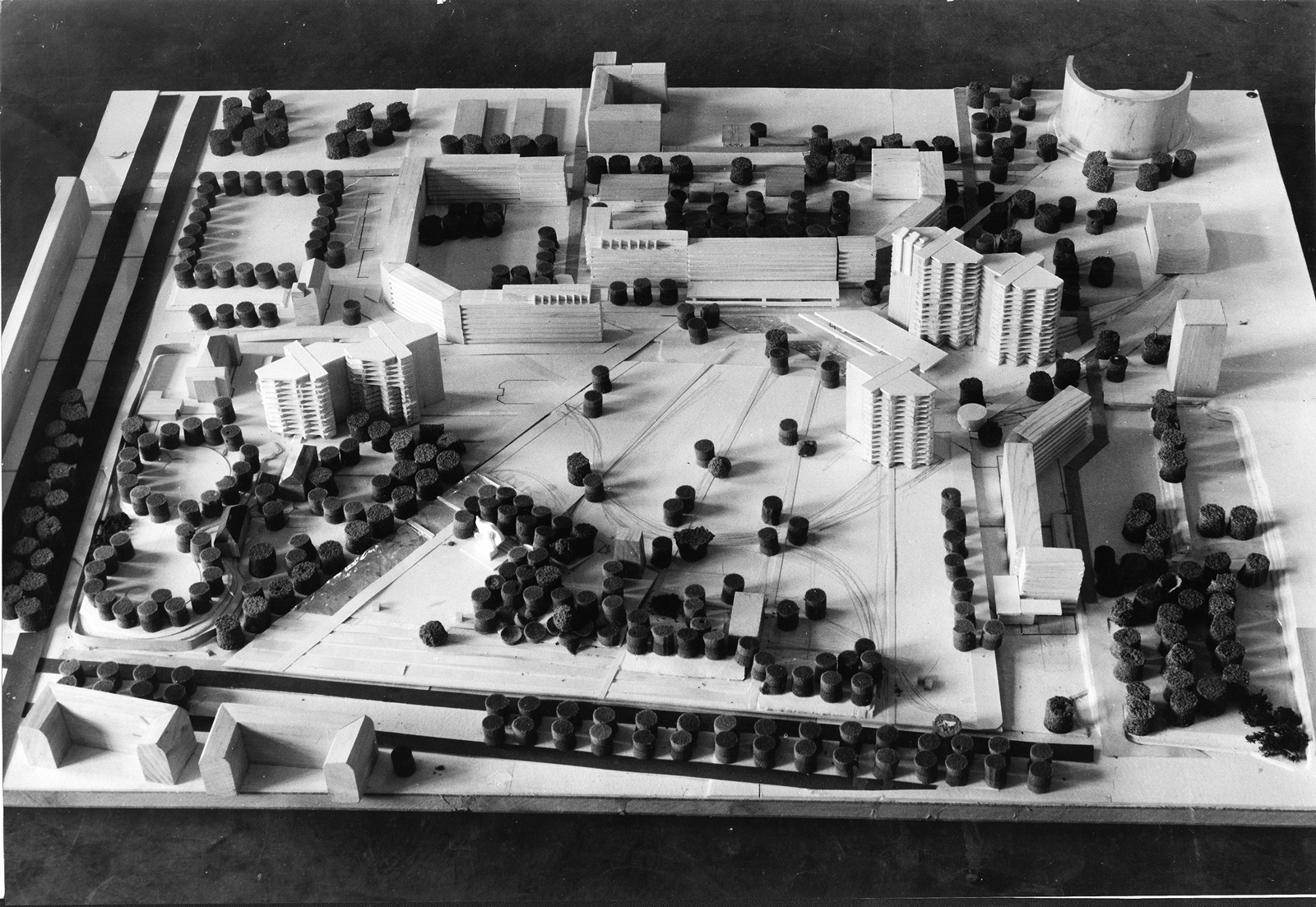
Vorentwurf Thälmann-Park Berlin (1982–1983)
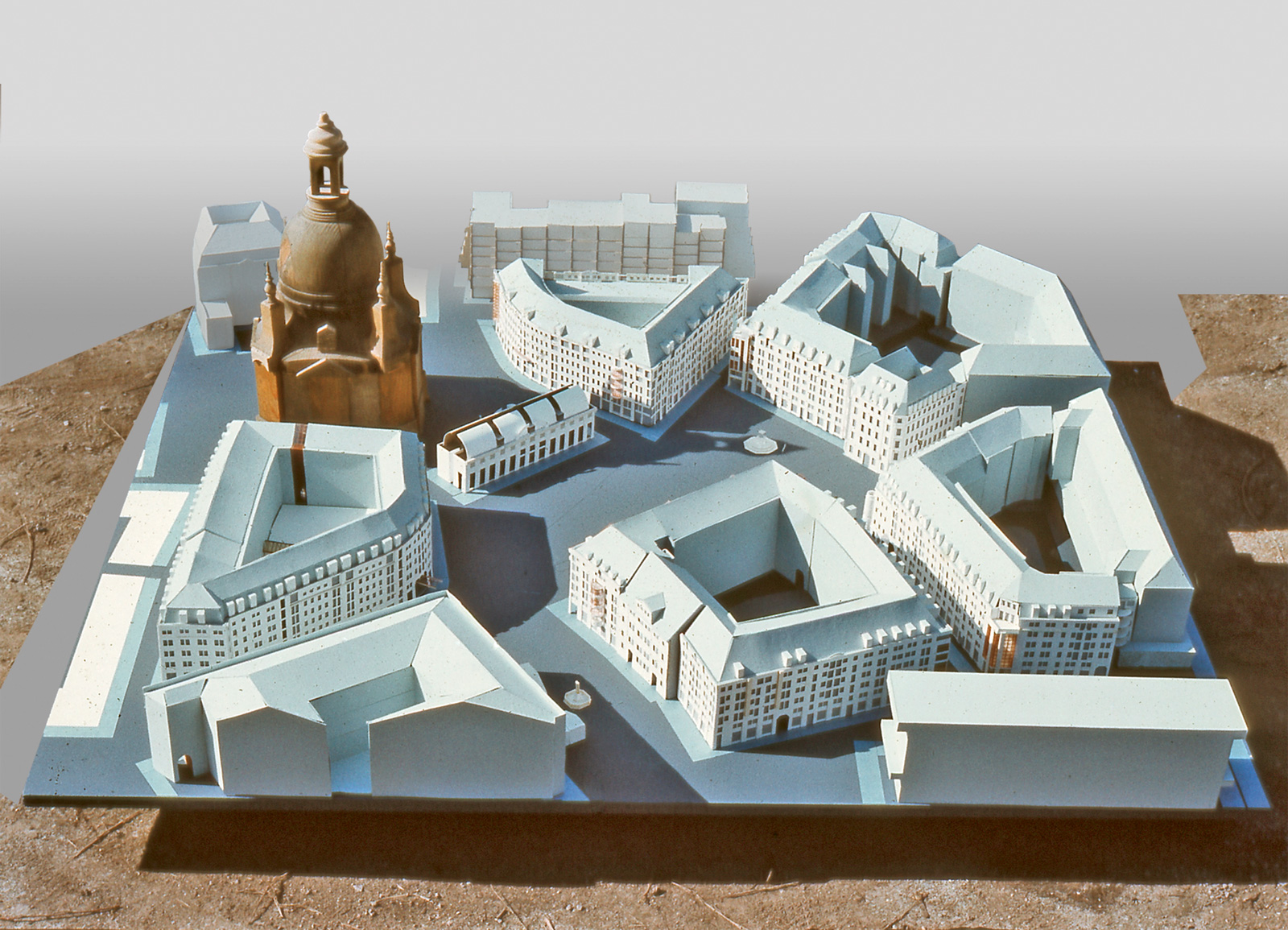
Modell Dresden Neumarkt (1989) 1. Preis
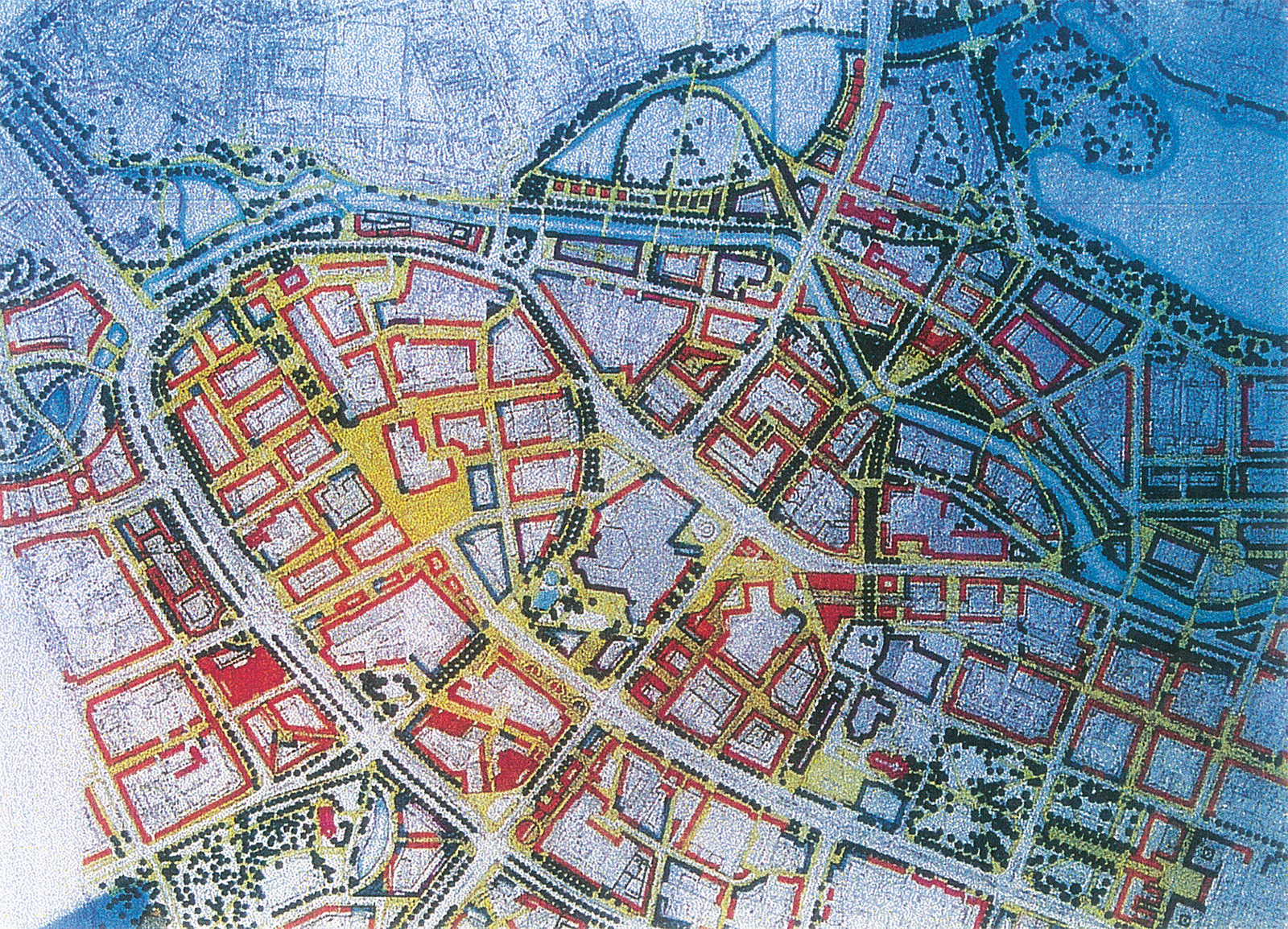
Plan der stadträumlichen Struktur Stadtzentrum Chemnitz (1991)
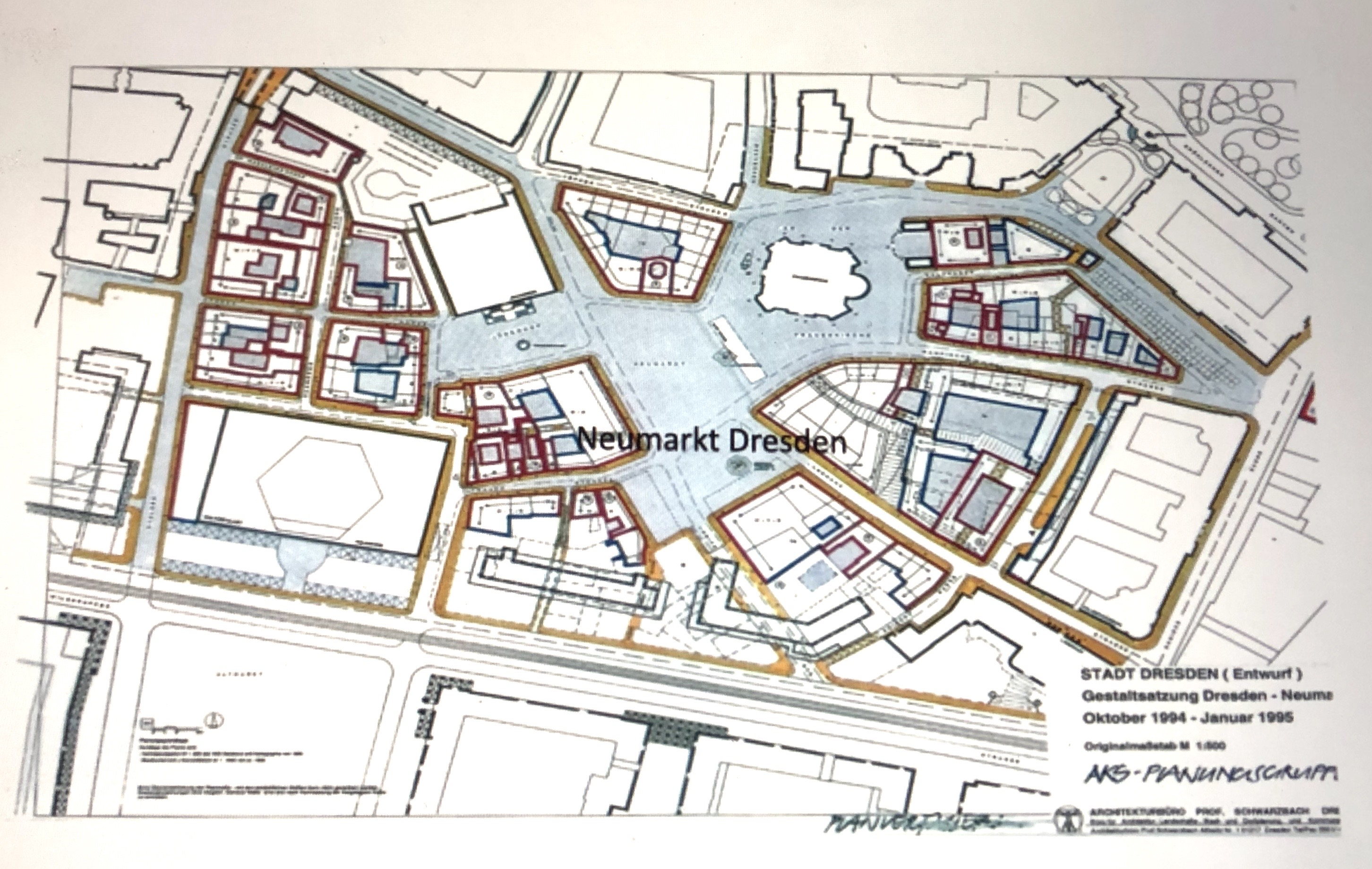
Gestaltsatzung Dresden Neumarkt (1994–1995)
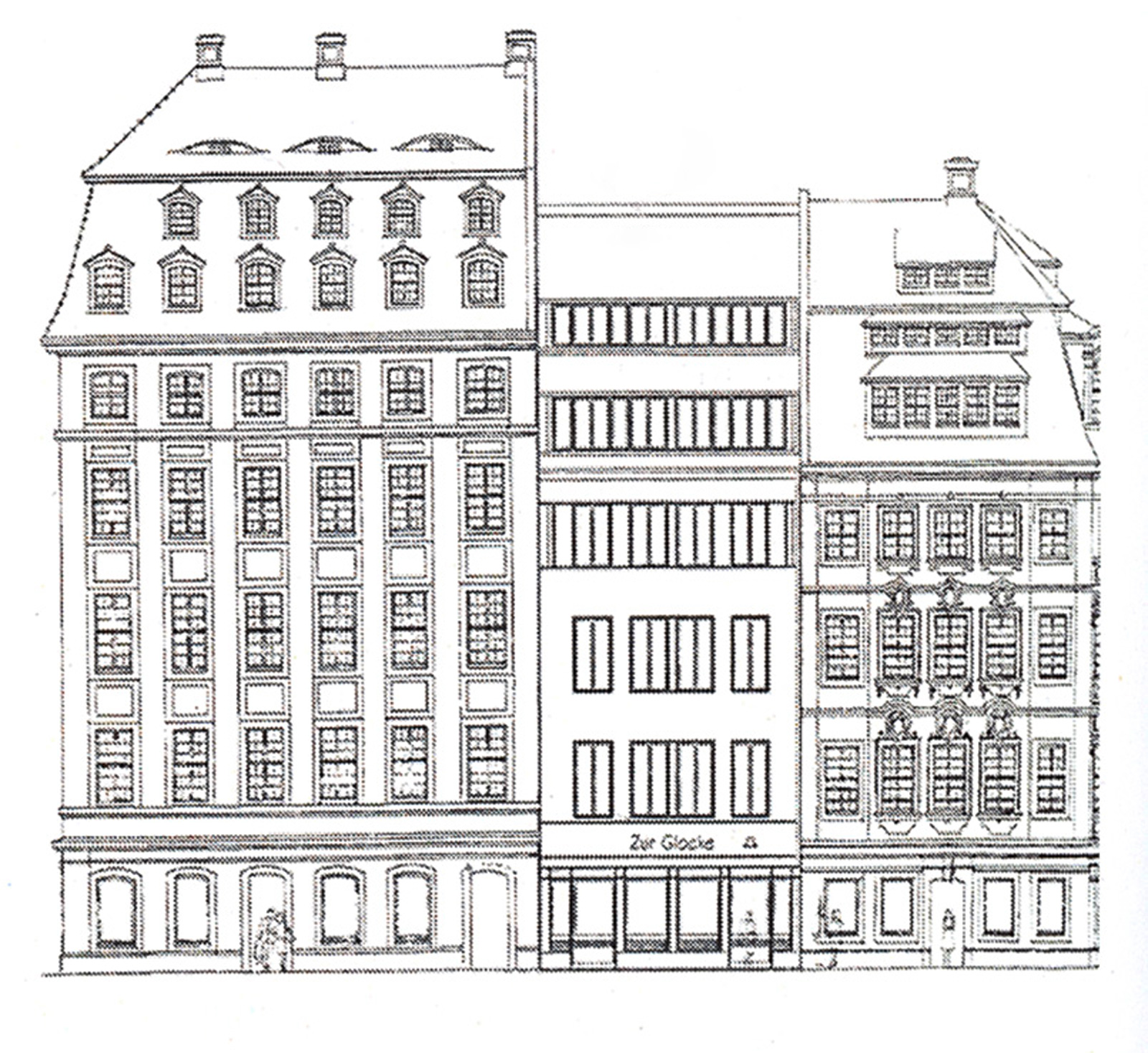
Ansicht für Gebäude ‚Haus zur Glocke 6‘ Dresden Neumarkt (2000)